# Bom Bom Chip
Bom Bom Chip fue un grupo español creado por los productores Cesar Sala y Mariano Lozano-P. que comenzó en los años 90 y que alcanzó una gran popularidad entre los niños españoles. Estaba integrado por dos chicos (José Luis Cid de Rivera Kuiperdal y Sergio Martín Flecken) y tres chicas (Estela Sala Cebrian, Cristina Hervás Boti y Rebeca Marcos Morales).

## Historia
Su carrera musical fue corta y muy exitosa. El álbum Toma, toma y toma (1992) alcanzó un considerable éxito de ventas en España, llegando a ser disco de platino. En él se incluía la canción "Multiplícate por cero", un tema que se basaba en una frase utilizada por el personaje Bart Simpson en su doblaje español, de gran popularidad en la época y muy usada entre la gente común. En 1993 grabaron el álbum No somos renacuajos, que incluye su tema más conocido, Toma mucha fruta, un éxito que hacía apología de la fruta como alimento nutritivo y que incluía rimas como "Llena tu nevera con kilos de pera" o "Rajas de sandía de noche y de día".
Este tema llegó a estar varias semanas en las listas de venta españolas y su videoclip fue bombardeado en las pausas publicitarias de TVE, llegando a formar parte de la campaña de programación del canal durante ese año. En esta campaña, se cambió la letra de la canción "toma mucha fruta" durante el verano de 1993, pues el estribillo de "llena tu nevera con kilos de peras", cambiaba a "ven a la primera porque es la repera".
Sacaron al mercado un tercer álbum, Helado para astronautas (1994), y protagonizaron la película El niño invisible (1995), de la que se publicó una BSO del mismo título, formada por los grandes éxitos del grupo y varios temas inéditos.
A finales de 1995 el grupo se disolvió, ya que la película tuvo un alto presupuesto dentro de los cánones del cine español. Por otro lado, el correspondiente álbum de su banda sonora tampoco tuvo mucho éxito. Todo esto unido las desavenencias entre sus dos productores, provocó que el grupo desapareciese poco tiempo después. En aquel momento, la media de edad de los componentes del grupo rondaba los 13 años, y su música era demasiado infantil para el público al que se dirigían.
Actualmente, únicamente dos miembros (Rebeca y Sergio) trabajan como actores con breves apariciones en series de televisión y en algunas películas. Los otros tres han dejado el espectáculo.

## Discografía

### Toma, toma y toma (1992)
1. Multiplícate por cero
2. Déjame en paz
3. Cerebro de mosquito
4. Solo en casa
5. Selvas africanas
6. Groenlandia (versión de Los Zombies)
7. Muévete muévete
8. Abracadabra
9. Hinca el diente
10. Corazón de tiza

### No somos renacuajos (1993)
1. Toma mucha fruta
2. Tengo un novio de Hawaii
3. Dame vitamina C
4. Miércoles
5. No somos renacuajos
6. Me voy a la playa
7. A mamá le falta un tornillo
8. Aventura interestelar
9. Esto sí, esto no.

### Helado para astronautas (1994)
1. Nadie como tú
2. Chas y aparezco a tu lado (versión de la original cantada por Álex & Christina)
3. Bang, Bang, Bang
4. La casa encantada
5. Alfabet Z 22
6. Candylove
7. Invisible
8. No me enseñen la lección
9. El planeta del amor

### El niño invisible (1995)
Recopilatorio de grandes éxitos
1. El niño invisible
2. Ven al laberinto
3. Miércoles
4. Multiplícate por cero
5. Toma mucha fruta
6. Chas y aparezco a tu lado
7. Solo en casa
8. Dame vitamina C
9. Nadie como tú
10. A mamá le falta un tornillo
11. Bang, Bang, Bang
12. Canción de Navidad
13. No te olvidaré

## El niño invisible (la película) (1995)
Durante una excursión un grupo de amigos (Bom Bom Chip) descubren una extraña piedra llamada "Hermes". Al volver a casa la encuentran en su mochila y deciden devolverla, pero al hacerlo son capturados por un siniestro personaje que los conduce al siglo XII. La piedra resulta ser la clave para transformar los metales en oro. Pero las consecuencias de la reacción serán terribles, el sol se oscurecerá y la muerte reinará sobre la tierra. De ellos depende salvar el futuro. 

### Actores
- Bom Bom Chip.
- Lidia San José.
- Chete Lera.
- Gary Piquer.
- Carlos Kaniowsky.
- Joaquín Climent.
- Laura Cepeda.
- Pilar López de Ayala.

### Videoclips y actuaciones en televisión
- Multiplícate por cero (Toma, toma y toma 1992).
- Solo en casa (Toma, toma y toma 1992).
- Toma mucha fruta (No somos renacuajos, 1993).
- Bom Bom Chip y sus mascotas (1994).
- Chas y aparezco a tu lado (1994).
- Presentación de "El niño invisible" (1995).
- Ven al laberinto (1995).

- Datos: Q5731721